# Villa Elise (Steyl)
Villa Elise is een monumentale villa in Steyl.
De villa is gebouwd in 1905–1906 gebouwd voor de familie Kreykamp. Deze familie was actief als tabaksfabrikant in Steyl. Het was de bedoeling dat moeder Petronella Gommans er met haar dochter Elise en tweede man Petrus Kreykamp ging wonen, terwijl haar zonen Frans en Joseph in de nieuwgebouwde dubbele villa aan de overkant introkken.
Het ontwerp van de villa is afkomstig van architect P. Rassaerts.
De villa deed tijdens de Tweede Wereldoorlog dienst als officiersmess voor het Duitse leger. Na de oorlog werd de villa de woonplek voor de bewindvoerder van de tabaksfabriek. Vervolgens werd de villa verkocht en als hotel ingericht, totdat in 1992 stichting De Voorde het pand aankocht.
Sinds 2009 heeft de villa een kantoorfunctie.

## Beschrijving
De stijl in architectuur is een overgangsarchitectuur met invloeden van de jugendstil, Neorenaissance en het traditionele bouwen. Vermoedelijk is de herkomst van de naam van de fabrikantenvilla te herleiden naar een dochter van Alphons Kreykamp, wier voornaam Elise was.
In de tuin van de villa zijn bijzondere hekpijlers te vinden en staan enkele beuken en zilveresdoorns van meer dan 150 jaar oud. Zij dragen bij aan het groene en statige karakter van het kloosterdorp Steyl.
In 1980 is aan de achterzijde een zaal aangebouwd.
De villa is aangewezen als rijksmonument.